# Francesco Paciotto
Francesco Paciotto (Urbino, 1521 – Urbino, 1591) fue un conocido arquitecto italiano, autor de numerosa obra civil y militar durante el siglo XVI.
Trabajó con Felipe II y Margarita de Parma en Flandes durante la estancia de Felipe en la década de 1550. Allí dejó obras como la Ciudadela de Amberes. Posteriormente viajó a España en 1562, donde el Rey le consultó sobre las trazas de la Basílica de El Escorial y el Monasterio de las Descalzas Reales en Madrid.
- Datos: Q505652
- Multimedia: Francesco Paciotto / Q505652